# Астрильд темнодзьобий

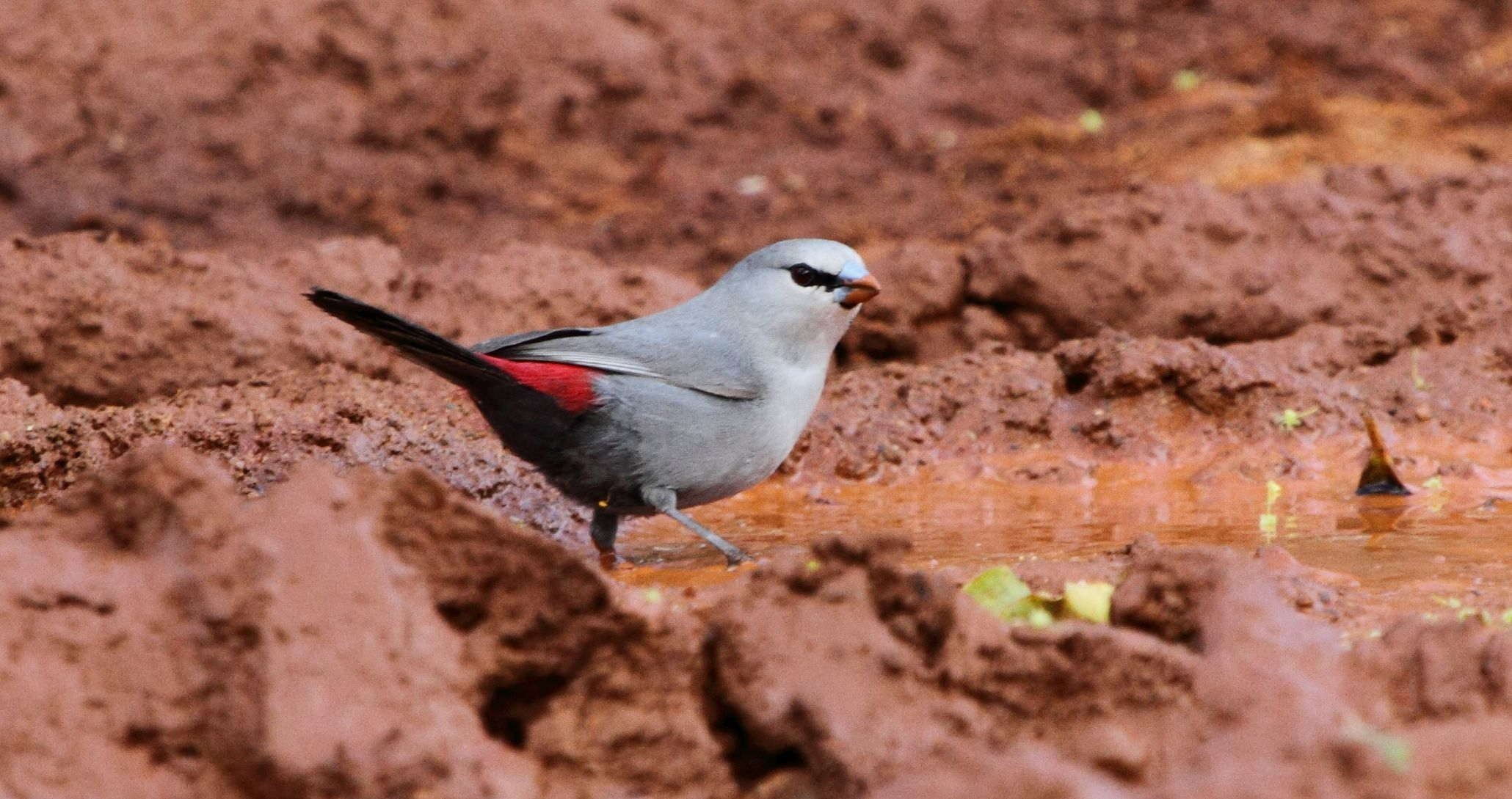
Темнодзьобий астрильд

Астри́льд темнодзьобий (Glaucestrilda perreini) — вид горобцеподібних птахів родини астрильдових (Estrildidae). Мешкає в Західній і Центральній Африці.

## Опис
Довжина птаха становить 11-12 см. Забарвлення рівномірно сланцево-сіре з сизуватим відтінком, особливо помітним на крилах, голова і боках, тоді як лоб, горло і груди дещо світліші. Надхвістя червоне, гузка і хвіст чорні. Через очі ідуть чорні смуги. Очі чорнувато-карі, дзьоб чорнувато-сірий, лапи сірувато-чорні. Виду не притаманний статевий диморфізм. Представники підвиду G. p. incana вирізняються дещо світлішим забарвленням, а нижні покривні пера хвоста у них не чорні, а темно-сірі.

## Підвиди
Виділяють два підвиди:
- G. p. perreini (Vieillot, 1817) — від Габону на південь до північної Анголи і на схід до південної Танзанії;
- G. p. incana (Sundevall, 1850) — від півдня Малаві і Мозамбіку до сходу ПАР.

## Поширення і екологія
Темнодзьобі астрильди мешкають на півдні Габону, Республіки Конго, Демократичної Республіки Конго і Танзанії, в Анголі, Замбії і Малаві, в центральному і південному Мозамбіку, на сході Зімбабве і Есватіні та на північному сході Південно-Африканської Республіки. Вони живуть у вологих чагарникових заростях та на трав'янистих галявинах вологих тропічних лісів, зокрема галерейних лісів, не зустрічаються в сухих тропічних лісах. Ареал цього виду є дуже фрагментованим.
Темнодзьобі астрильди зустрічаються поодинці або парами. Основою їх раціону є насіння трав, яке вони збирають з землі або прямо з колосся. Сезон розмноження у темнодзьобих астрильдів припадає на південне літо і триває з жовтня по березень. Самці приваблюють самиць, стрибаючи по землі навколо них, при цьому тримаючи в дзьобі травинку і співаючи. Самиці відповідають прихильністю, присідаючи і хитаючи хвостом із сторони в сторону. Гніздо кулеподібне з бічним входом, робиться парою птахів з переплетених травинок і рослинних волокон, розміщується в густій рослинності, на висоті від 2,5 до 5 м над землею. Іноді птахи займають покинуті гнізда ткачиків. В кладці від 3 до 6 білих яєць. Інкубаційний період триває 12 днів. Насиджують і самиці, і самці, вдень чергуючись між собою, а вночі відпочиваючи разом в гнізді. Пташенята покидають гніздо через 19-21 день після вилуплення, однак батьки продовжують піклуватися про них ще близько тижня. За сезон може вилупитися два виводки.